# Norops humilis
Norops humilis este o specie de șopârle din genul Norops, familia Polychrotidae, descrisă de Peters 1863. Conform Catalogue of Life specia Norops humilis nu are subspecii cunoscute.